# 前枝野乃加
前枝 野乃加（まえだ ののか、1990年7月2日 - ）は、日本の女優。大阪府出身。フリーランス。

## 略歴
本名の馬場野々香（ばば・ののか）で芸能活動を開始し、女優・モデルとして活動。メインキャストプロダクションに所属していたが2016年5月2日の事務所業務閉鎖（倒産）に伴い、フリーランスとして活動を継続している。
2015年、『歯まん』で映画初主演。
2017年、前枝野乃加へ改名。
主演映画である『歯まん』は2013年当時23歳で女子高生役を演じ、25歳で映画祭上映、29歳で一般公開と「一番長く関わっている作品」と述べている。『歯まん』では馬場野々香名義で撮影を終え、2015年に映画祭公開。2017年に改名後、2019年に一般劇場公開されたため馬場野々香（前枝野乃加）名義となっている。

## 出演

### 映画
- リセット（2011年） - 南沙紀 役
- 歯まん[5]（2015年、監督：岡部哲也） - 主演 遥香 役
- 君から目が離せない Eyes On You[6]（2018年、監督：篠原哲雄）

### TV
- 新・警視庁捜査一課9係 第5話（2009年、テレビ朝日） - ホステス 役
- 台湾CSショッピングチャンネル (2009年）
- マジすか学園  (2010年、TX）レギュラー
- タンブリング (2010年、TBS）  - レギュラー
- 新・警視庁捜査一課9係season2（2010年、テレビ朝日）
- 世界のコワーイ女たち　ホントにあった！仰天事件簿SP3（2010年、TBS） - 新田恵利 役
- 知らないと！コワイ世界 （2011年、テレビ大阪） - お笑い芸人ハライチ彼女 役
- 私が恋愛できない理由（2011年、CX） - 演劇部OG 役

### 舞台
- 「線香花火」（2009年） - ソニョン 役
- 「LAST SONG 〜特攻の詩〜」（2009年） - 小林千登勢 役
- シン×クロ「密室のゲーム 確率捜査官 御子柴岳人」（2010年7月3日 - 11日、恵比寿・エコー劇場）  - 鈴木恭子 役
- オフィス・REN「心霊探偵八雲 魂をつなぐもの」（2011年12月11日 - 19日、新宿・紀伊國屋サザンシアターTAKASHIMAYA） - 内山亜矢香 役
- W-Speak「笑劇乙女[7]」（2012年1月26日 - 29日、池袋・シアターKASSAI）
- 企画演劇ユニットOUTSIDE CHEAPARTS「ラストオーダー〜暇な洋食屋の30日間〜[8]」（2012年3月23日 - 25日、参宮橋TRANCE MISSION）
- W-Speak「笑劇SUMMER[9]」（2012年8月23日 - 26日、池袋・シアターKASSAI）
- W-Speak「カンキン!?[10]」（2013年7月11日 - 14日、赤坂元気劇場）
- Tambourine STAGE「のぶニャがの野望」（2013年10月2日 - 6日、六行会ホール） - ねこ巫女 役[11]
- 人狼 ザ・ライブプレイングシアター（2014年 - 2019年）
  - VILLAGE公演 - 蝋燭屋キャロル 役
    - #09:VILLAGE V 冬霧に冴ゆる村[12]（2014年1月4日 - 10日、上野ストアハウス）
    - #11:VILLAGE VI 春風の薫る村[13]（2014年3月4日 - 9日、新宿・サンモールスタジオ）
    - #13:VILLAGE VII 夏草がそよぐ村[14]（2014年7月30日 - 8月10日、新宿・サンモールスタジオ）
    - #16:VILLAGE IX 雪の花咲ける村[15]（2014年12月10日 - 13日、池袋・シアターKASSAI）
    - #24:VILLAGE XII 深紅に染まる村[16]（2016年10月13日 - 23日、新宿村LIVE）
    - 5th Anniversary #27:VILLAGE XIII 名古屋公演[17]（2017年10月13日 - 15日、中京テレビ プラザC）
    - 5th Anniversary #27:VILLAGE XIII 東京公演[18]（2017年10月27日 - 29日、六本木・ニコファーレ）
    - #28:VILLAGE XIV 月凍る夜[19]（2017年12月28日 - 2018年1月7日、新宿村LIVE）
    - #31:VILLAGE XVI 花埋ル丘[20]（2018年11月16日 - 17日、シアター1010ミニシアター）

  - WITCH公演 - 蟹座キャロル 役
    - #10:WITCH 星降る庭と13人の魔女[21]（2014年1月8日 - 13日、上野ストアハウス）
    - #15:WITCH II 星降る歌と13人の魔女[22]（2014年12月3日 - 8日、池袋・シアターKASSAI）

  - MISSION公演 #18:MISSION II The Buggy Job[23]（2015年2月18日 - 3月1日、大塚・萬劇場） - 武器屋キャロル 役
  - STEAM公演 #20:STEAM II 機巧人形と月の鉱石[24]（2015年6月10日 - 21日、池袋・シアターグリーンBIG TREE THEATER） - 冬待ちの君キャロル 役
  - X公演
    - PSYCHO-PASS サイコパス[25]（2015年9月25日 - 10月3日、新宿・シアターサンモール） - 監視官 翠菜桜花 役
    - 宇宙兄弟 Rebellion of the Fullmoon[26]（2017年7月26日 - 8月6日、新宿・シアターサンモール） - 雨屋灯乃香 役
    - ブレフェス2018[27]（2018年9月9日、東京ビッグサイト 東7ホール） - セリア 役

  - SPECIAL VILLAGE公演 #21:SPECIAL VILLAGE 三周年記念公演[28]（2015年10月16日 - 18日、新宿村LIVE） - 蝋燭屋キャロル 役 / パーティー研究会キャロル(刈織野々香）役 / 蟹座キャロル 役
  - DEPTH公演 - Fellow"CN"キャロル 役
    - #22:DEPTH II 贖罪の海〜SPIRAL〜[29]（2016年1月19日 - 25日、新宿村LIVE）
    - DEPTH Alternative[30]（2019年3月3日、Paravi限定配信）

  - FLAG公演 #26:FLAG 裁きの神と呪われし秘宝[31]（2017年1月7日 - 15日、新宿村LIVE） - 副船長キャロル 役
  - 人狼 ザ・ライブプレイングシアター in ニコファーレ -RHAPSODY-[32]（2017年3月7日 - 15日、新宿村LIVE） - 「蝋燭屋」キャロル 役
- キタムラ印「気ままなゴーストにご用心」Bチーム（2014年4月25日 - 29日、ウッディシアター中目黒）
- Tambourine STAGE「人猫[33]」（2014年9月10日 - 15日、下北沢・Geki地下Liberty） - ねこ巫女くみこ様 役
- オデッセー「下天の華」（2015年5月9日 - 17日、新宿・スペース・ゼロ）- 小豆 役
- モーレツカンパニー「Oh! Tears!!」（2016年2月12日 - 14日、しもきた空間リバティ） - 女 役
- LIVEDOG「オレンジノート[34]」（2016年6月22日 - 26日、新宿村LIVE） - カン・コーチン 役
- ゴールドラッシュエンターテインメント「裏の宴〜ウラノウタゲ〜[35]」夜の部（2016年7月26日、大田文化の森ホール）
- オラクルナイツ「WAR→P! in fantasy 芽ぐみの雨と水鏡の試練[36]」（2018年5月16日 - 27日、王子・BASEMENT MONSTAR） - ネルネル 役
- オラクルナイツ「WAR→P! to ロードス島戦記[37]」（2018年31日 - 9月2日、熱海・ホテル大野屋） - ディードリット 役
- アサルトリリィ×私立ルドビコ女学院×人狼TLPTS「未来への十字架 II」（2019年2月8日 - 17日、大塚・萬劇場） - 水川・キャロル・花 役[38]
- ピウス企画×人狼TLPTS「トランスミッション」（2019年2月13日 - 15日、大塚・萬劇場） - 「ハッカー」キャロル 役[39]